# サンセット・トーマス
サンセット・トーマス（Sunset Thomas、別名義：Diane Thomas、1972年2月19日 - ）は、アメリカ合衆国のアーティストであり、元ポルノ女優。ミズーリ州サイクストン出身。
1998年にペントハウス誌のペット・オブ・ザ・イヤーで準優勝し、その後、AVNとXRCO、レジェンド・オブ・エロティカ（Legends of Erotica）で殿堂入りしている。

## 私生活
トーマスはムーンライト・バニーランチで娼婦として働き、デニス・ホフによると一晩で2000ドルを稼いだ。その後、彼女はインタビュアーのAndrew Anthonyに「ポルノと売春の間に本当の違いはない」と語っている。
トーマスは、ポルノ女優のサンライズ・アダムスの叔母である。トーマスは、Moonlight BunnyRanchに所属中、そのオーナーであるデニス・ホフと交際し、その期間ではダイアン・ホフ（英語: Diane Hof）という名前を法的に使用していた。

## ポルノ映画
ペントハウスの1996年3月号でペントハウス・ペットに選ばれた。
トーマスは、2001年にAVN殿堂入りを果たした。ドキュメンタリーシリーズ『Cathouse』に出演した後、トーマスは2005年のドキュメンタリー『Pornstar Pets』に取り上げられたり、『Maury』に出演し、中学校時代の片想いと対面したりした。そのエピソードのタイトルは『I Was An Ugly Teen.... Now I'm a Hot, Sexy 10!』である。
2006年、トーマスはKSEXラジオで『Sunset After Sunset』という自分の番組を持つようになった。2007年には、『Montel Williams Show』に出演し、自らのポルノのキャリアと母親であることについて語った。
2009年4月、トーマスは、その大部分が自らのポルノ映画のキャリアに基づく、エロティックフィクション小説『Anatomy of an Adult Film』を発表した。同年にはレジェンド・オブ・エロティカ（Legends of Erotica）殿堂入りを果たした。
さらに、2010年4月にはXRCO殿堂入りを果たしている。

## 執筆活動
トーマスは、Doghouseboxing.comでボクシングのコラムを書いている